# Koniczyna polna
Koniczyna polna (Trifolium arvense L.) – gatunek rośliny z rodziny bobowatych. Występuje w całej Europie, na znacznych obszarach Azji, w Afryce Północnej i Makaronezji, rozprzestrzenił się także na Azorach, w Australii, Ameryce Północnej i na Hawajach. W Polsce dość pospolity na całym niżu i w niższych położeniach górskich.

## Morfologia
ŁodygaRozesłana lub wzniesiona, rozgałęziona, kosmato owłosiona. Osiąga wysokość 5–30 (40) cm, rzadko dorasta do 70 cm.
LiścieTrzylistkowe. Listki równowąskie, 2–8-krotnie dłuższe niż szersze, prawie całobrzegie, drobno ząbkowane, owłosione.
KwiatyKwiaty motylkowe zebrane w liczne, walcowate, gęsto owłosione główki o długości 1–2 cm. Brak przysadek. Rurka kielicha z zewnątrz gęsto owłosiona, wewnątrz naga. Gardziel kielicha niezamknięta przez dwuwargowe zgrubienie. Korona kwiatu o rozmiarze 4 mm, początkowo biała, potem różowa.
OwoceNiewielki strąk otulony kielichem. Zawiera nasiona o długości 1–1,5 mm i szerokości 0,7–0,9 mm, żółtawe do brunatnych, słabo połyskujące.

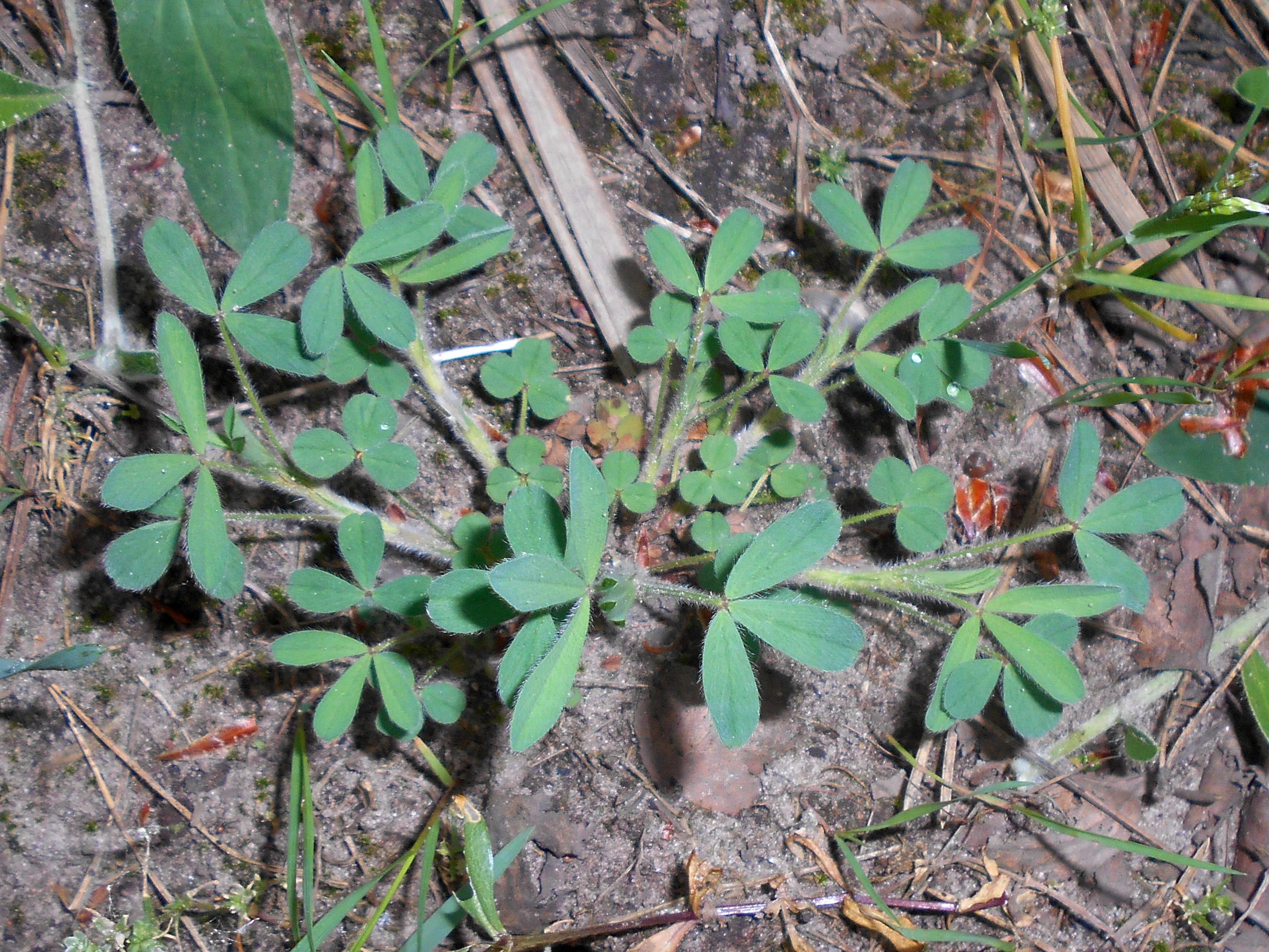
Młoda roślina
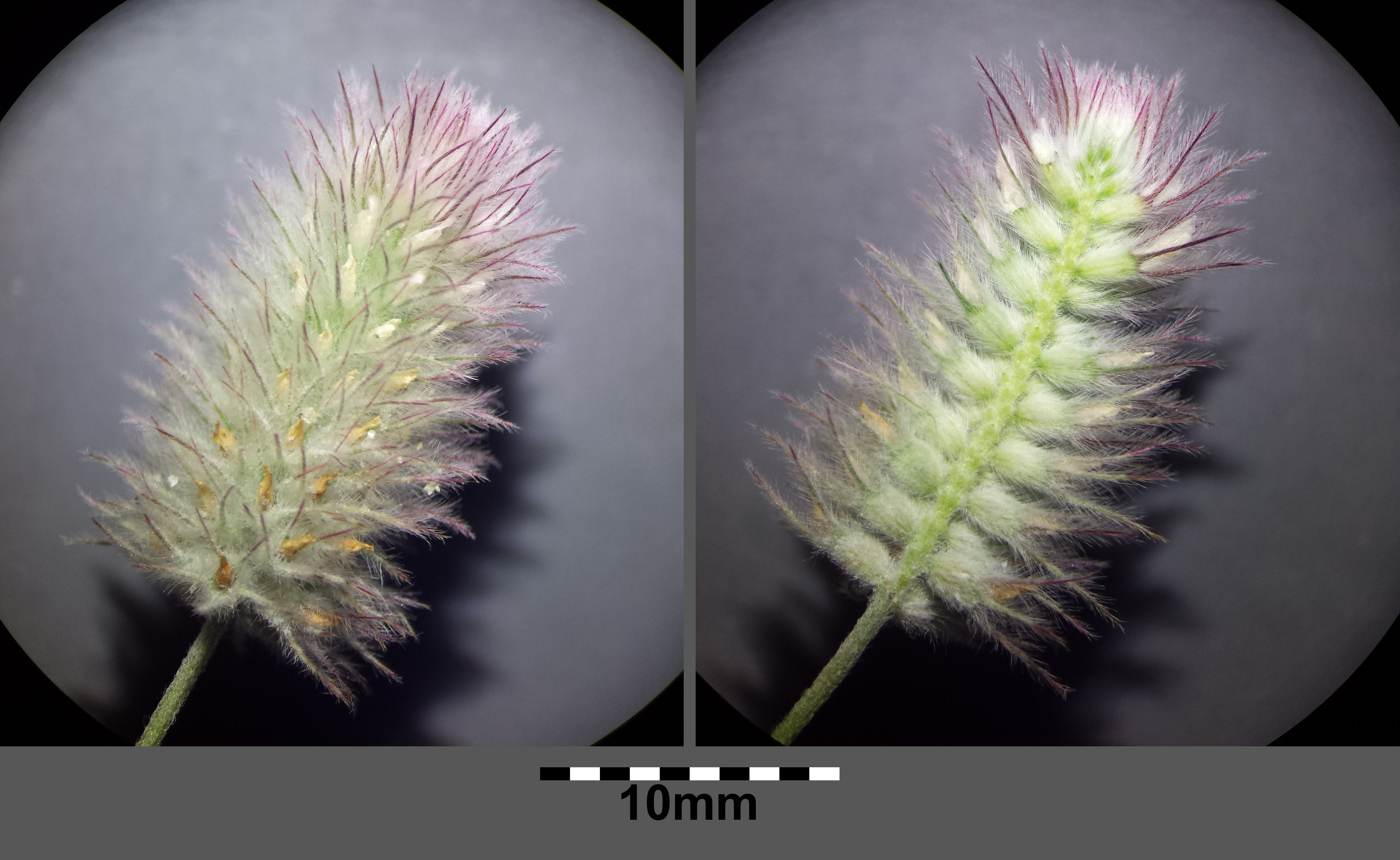
Kwiatostany
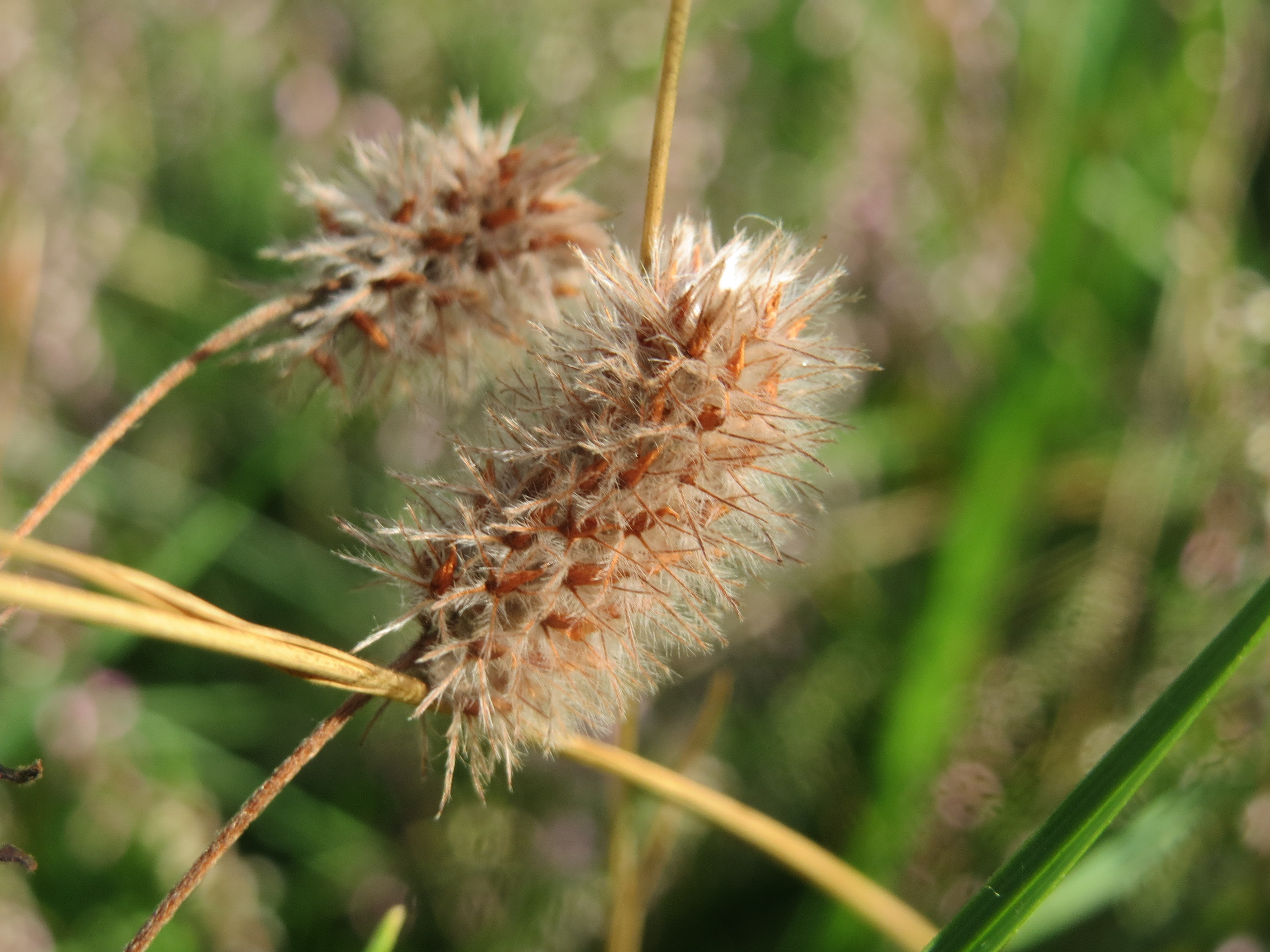
Owoce

## Biologia i ekologia
Roślina jednoroczna (terofit) lub dwuletnia (hemikryptofit). Kwitnie od czerwca do września. Porasta suche wzgórza, nieużytki, piaski, zwłaszcza gleby piaszczyste, między trawami, przydroża. Roślina dość pospolita na całym niżu. Roślina wskaźnikowa gleb kwaśnych, w uprawach rolnych jest chwastem. W klasyfikacji zbiorowisk roślinnych gatunek charakterystyczny dla klasy (Cl.) Koelerio-Corynephoretea. Liczba chromosomów 2n = 14.

## Nazewnictwo
Diagnoza z nazwą naukową gatunku Trifolium arvense opublikowana została przez Karola Linneusza w pracy Species Plantarum, tom 2, s. 769, w wydaniu z roku 1753.
Potoczne nazwy używane w języku polskim: Kądziołka Matki Boskiej, kocie nerki, kończywiec, kończyzna, koteczki, kotki, łzy Matki Boskiej, małaszka, mikołajek, szare koćki, śpiuch, włosy Panny Marii.

## Zastosowanie

### Roślina pastewna
Z powodu twardych i gorzkich pędów nie nadaje się na paszę dla zwierząt. Niektóre źródła wskazują jednak na wykorzystanie koniczyny polnej jako źródła paszy.

### Roślina lecznicza
Koniczyna polna znajduje zastosowanie jako roślina lecznicza.
Surowiec zielarskiZiele wraz z kwiatostanami, pozyskiwane w okresie kwitnienia rośliny. Zawiera: olejek eteryczny, glikozydy, flawonoidy, garbniki, kwasy organiczne, białka, węglowodany i witaminy.
DziałanieDziała bakteriobójczo, przeciwzapalnie, powlekająco, przeciwbólowo i wzmacniająco. Napar z ziela stosuje się m.in. w nieżytach przewodu pokarmowego, biegunkach, przeziębieniach i grypie oraz jako środek wzmacniający. Okłady nasączone naparem z ziela stosuje się zewnętrznie na odleżyny. Naparu można również dodawać do kąpieli.